# Логвиненко Олег Павлович
Оле́г Па́влович Логвине́нко (3 грудня 1972 — 19 квітня 2016) — солдат Збройних сил України, учасник російсько-української війни.

## Життєпис
Народився 1972 року в селі Дзвінкове (Васильківський район, Київська область) у багатодітній родині. 1988 року закінчив 8 класів середньої школи села Дзвінкове.
Мобілізований добровольцем навесні 2015 року до лав Збройних Сил України; солдат, номер обслуги, 43-й окремий мотопіхотний батальйон. З чотирьох братів у родині три пішли на фронт добровольцями.
19 квітня 2016 року загинув уночі під час артилерійського обстрілу поблизу смт Зайцеве: 122-мм снаряд влучив у бліндаж, троє бійців загинули (двоє на місці — Леонід Козирєв та Анатолій Матвєєв, третьому відірвало ноги та посікло все тіло осколками, він загинув від втрати крові — Олег Логвиненко), ще 3 зазнали поранень.
23 квітня 2016-го похований у селі Дзвінкове.
Без Олега лишилися мама, важкохворий батько, троє братів й сестра, дружина і двоє дітей.

## Нагороди та вшанування
- указом Президента України № 310/2016 від 23 липня 2016 року «за особисту мужність і високий професіоналізм, виявлені у захисті державного суверенітету та територіальної цілісності України, вірність військовій присязі» — нагороджений орденом «За мужність» III ступеня (посмертно)[1]
- 26 травня 2016 рокув Дзвінківській відкритто меморіальну дошку Олегу Логвиненку.